# مسجد جامع ، بهيلاي
يعد مسجد جامع بهيلاي أحد أكبر المساجد في تشاتيسجار، الهند، وأيضًا في آسيا مع القدرة على استيعاب أكثر من 3000 مصلي في وقت واحد. وهو أول مسجد في العالم يتم بناؤه على شكل كلمة "يا الله" بالخط العربي. استغرق بناء المسجد ثلاث سنوات واكتمل بناؤه عام 1967م.

## تاريخه
قبل بناء المسجد، كان مسلمو بهيلاي يصلون في مناطقهم الخاصة ويجتمعون فقط في عيد الفطر وعيد الأضحى لإقامة صلاة مشتركة بالقرب من دار نهرو للثقافة في القطاع 1، بهيلاي. شكل المسؤولون المسلمون في مصنع الصلب في بهيلاي لجنة وتقدموا بطلب تسجيله. تم تسجيله باسم Bhilai Nagar Masjid Trust بموجب قانون مدهيا برديش Public Trust لعام 1951. خصص مصنع بيلاي للصلب قطعة ارض بمساحة 12000 قدم مربع في القطاع 6 لبناء المسجد عليها، حيث بدا العمل بالبناء عام 1964 و تم الانتهاء منه عام 1967. و تم إقامة اول صلاة و كانت صلاة الجمعة في المسجد الجديد في 31 مارس 1967.

## المعمارية والتصميم
لقد أوجَد التصميم الخاص للمسجد تاريخًا في عالم العمارة الإسلامية من خلال ارتفاعه الضخم الذي يشكل الكلمة العربية يا الله (یا الله). تشكل المئذنة التي يبلغ ارتفاعها 80 قدمًا شكل حرف " يا" بينما تشكل الجدران الخرسانية في الطابق الأول مع لوح أعلاه على شكل نصب تذكاري (( الله)). وتعزز القبة الرخامية الموجودة في الجزء العلوي من المسجد جمال هذا المسجد الفريد من نوعه في العالم.تم تصميمه من قبل المهندس المعماري خير الدين أحمد صديقي، صديقي وزملاؤه، حيدر أباد، تيلانجانا.
يبلغ ارتفاع المسجد 59 قدم، و يتضمن القبة التي يبلغ ارتفاعها 16 قدم، بالإضافة الى طول المسجد الذي يبلغ 120 قدم و عرضه 100 قدم. يبلغ طول الساحة المحيطة بالمسجد 250 قدم و عرضها 23- قدم. تم تثبيت بلاط الرخام داخل و خارج مئذنة المسجد. اعمال الصيانة في المسجد موكلة الى اللجنة التأسيسية لمؤسسة مسجد بهيلاي ناجار.

## الأئمة
كان الحاج حافظ سيد أجمل الدين حيدر أول إمام لهذا المسجد من عام 1968 حتى عام 2013. ولد في باتنا عام 1942، وانتقلت عائلته بشكل دائم إلى دورج في عام 1952. أصبح والده مولانا أفضل الدين حيدر إمام مسجد جامع دورج منذ عام 1952 ويقع مزاره في سوبيلا كابرستان، بهيلاي. الحاج الحافظ سيد أجمل الدين حيدر ينتمي إلى القادرية الشيشتية الأشرفية طريقة صوفية وتلقى تعليمه من دار العلوم الإسلامية ناجبور.

## الرعاية والتنمية
تم بناء قاعة مجتمعية إسلامية بالقرب من المسجد من قبل مؤسسة مسجد بهيلاي ناجار بمساعدة المسلمين في بهيلاي. يبلغ طول القاعة 90 قدم وعرضها 42 قدم وارتفاعها 22 قدم. وقد تم تقسيم قاعة السيدات إليها بما يعادل نصف أبعاد القاعة الإجمالية تقريباً. الطابق الثاني قيد الإنشاء ومن المتوقع أن يكتمل بحلول نهاية يوليو 2015. يقوم ممثلون من المجتمعات غير المسلمة - السيخ والمسيحيين وأريا ساماج - بزيارة المسجد كل عام لتهنئة المسلمين في مناسبات العيد ونقل روح الأخوة والسلام بين الأديان في بهيلاي.